# Castellanos de Moriscos (kommunhuvudort)
Castellanos de Moriscos är en kommunhuvudort i Spanien. Den ligger i provinsen Provincia de Salamanca och regionen Kastilien och Leon, i den centrala delen av landet, 170 km väster om huvudstaden Madrid. Castellanos de Moriscos ligger 836 meter över havet och antalet invånare är 441.
Terrängen runt Castellanos de Moriscos är platt. Runt Castellanos de Moriscos är det ganska glesbefolkat, med 34 invånare per kvadratkilometer. Närmaste större samhälle är Salamanca, 8,3 km sydväst om Castellanos de Moriscos. Trakten runt Castellanos de Moriscos består till största delen av jordbruksmark.